# Far Out Recordings

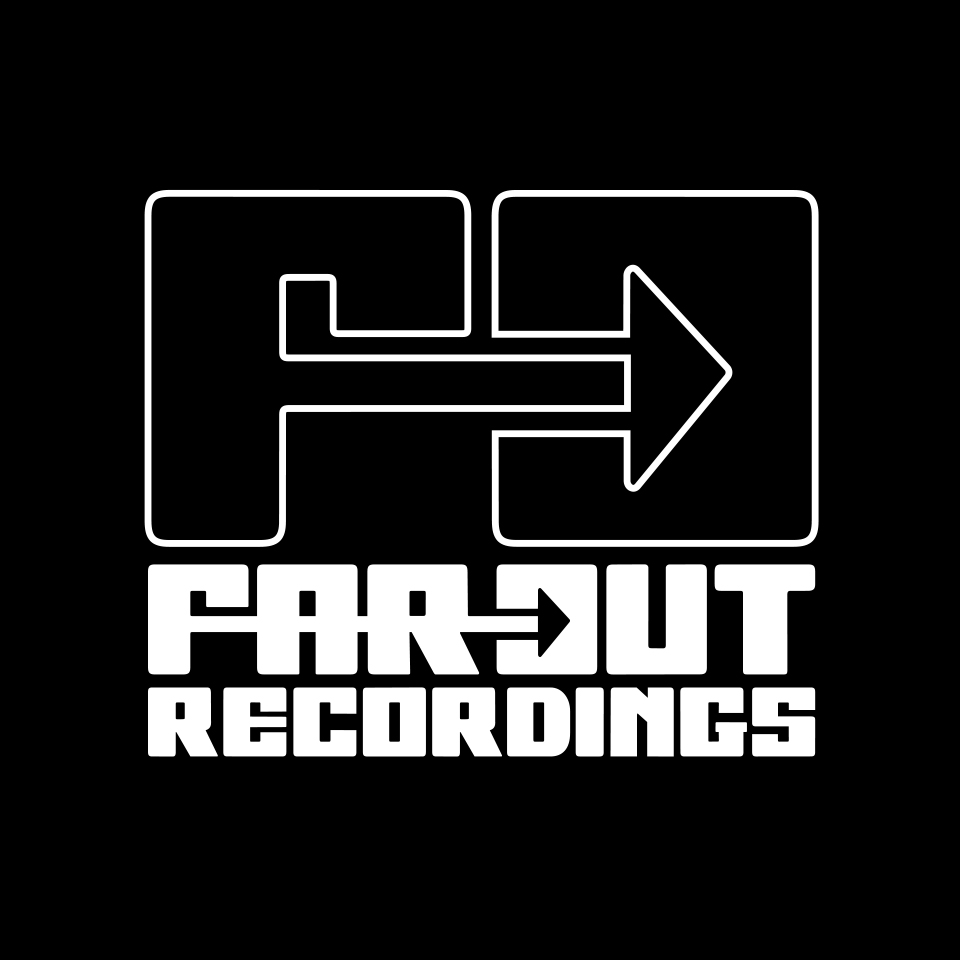
Logos en blanco y negro fundado por Joe Davis en el 1994.

Far Out Recordings es un sello británico especializado en música brasileña, aunque no de forma exclusiva. Fue fundado por en 1994 por el productor y DJ Joe Davis, apasionado por la música brasileña, y se convirtió en uno de los mayores referentes de la región lusófona en el Reino Unido.[cita requerida]
Ha lanzado álbumes de distintos géneros musicales como samba, jazz, música popular brasileña, soul, disco, house y electrónica, con artistas tales como Azymuth, Arthur Verocai, Marcos Valle, Joyce, Sabrina Malheiros, The Ipanemas, Banda Black Rio, Antonio Adolfo y Amaro Freitas. 

## Artistas
- Aleuda
- Antonio Adolfo
- Arthur Verocai
- Azymuth
- Binario
- Celia Vaz
- Clara Moreno
- Democustico
- Dori Caymmi
- Flytronix
- Grupo Batuque
- Hugo Fattoruso
- The Ipanemas
- Jose Roberto Bertrami
- Joyce
- Mamond
- Marcos Valle
- Milton Nascimento
- Offworld
- Rabotnik
- Sabrina Malheiros
- Spiritual South
- Troubleman
- Vertente
- Zeep